# NGC 7417
NGC 7417 est une galaxie spirale barrée située dans la constellation du Toucan. Sa vitesse par rapport au fond diffus cosmologique est de 3 802 ± 23 km/s, ce qui correspond à une distance de Hubble de 45,5 ± 3,2 Mpc (∼148 millions d'al). Cette galaxie a été découverte par l'astronome britannique John Herschel en 1835.
La classe de luminosité de NGC 7417 est I-II.

## Groupe de NGC 7329

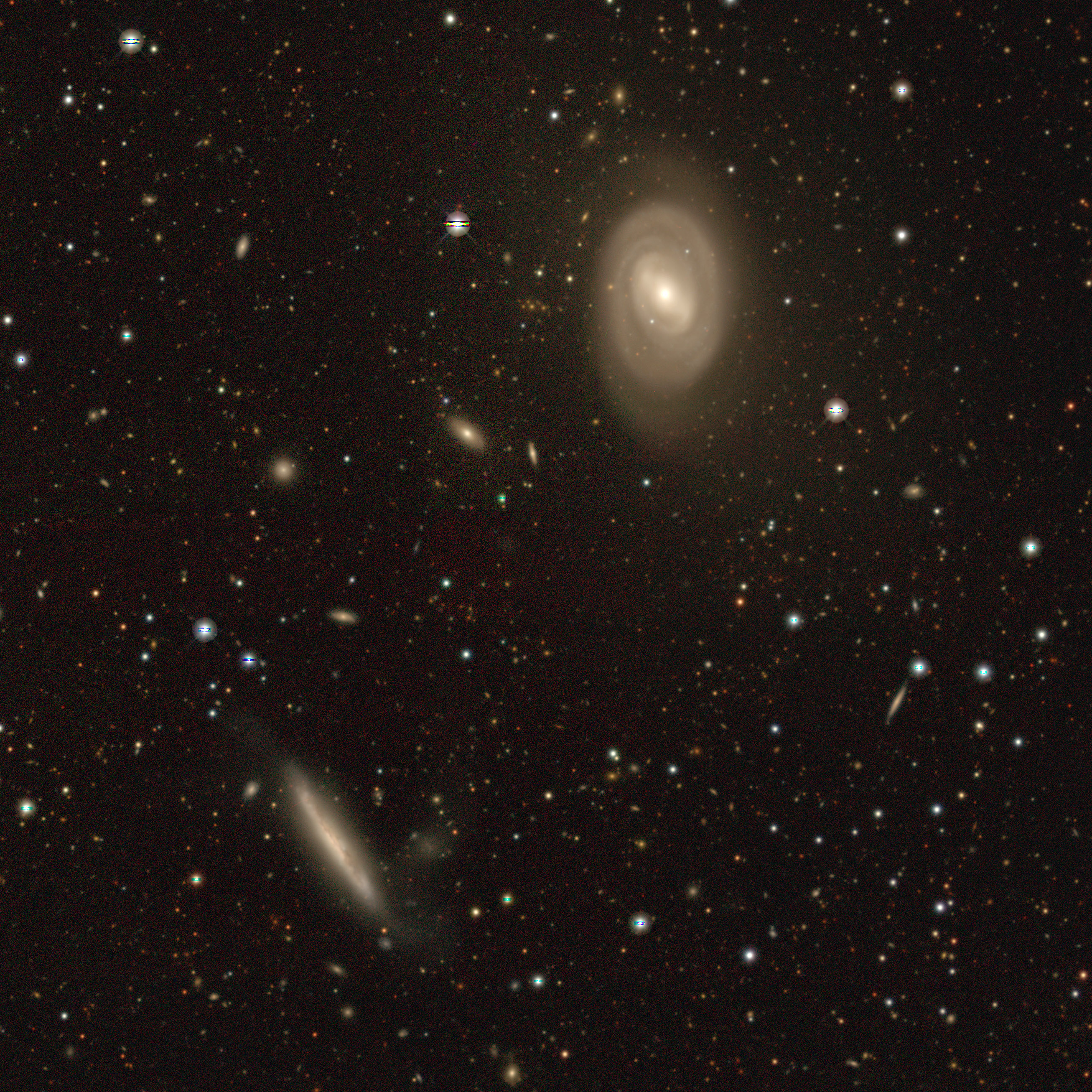
Deux des galaxies du groupe de NGC 7329, NGC 7417 au nord et IC 5266. (« Legacy Surveys DR10 ».)

Selon A. M. Garcia, NGC 7417 est membre du groupe de NGC 7329. Ce groupe de galaxies renferme au moins 11 membres. Les autres galaxies sont NGC 7329, NGC 7358, NGC 7408, NGC 7417, les galaxies IC 5222, IC 5227, IC 5244, IC 5250, IC  5266 et IC 5272 de l'Index Catalogue, et ESO 109-32.